# كاثرين هيلي (ممثلة)
كاثرين هيلي (بالإنجليزية: Katherine Healy)‏ هي متزلجة فنية وراقصة باليه وممثلة أمريكية، ولدت في 26 يناير 1969.

## وصلات خارجية
- كاثرين هيلي على موقع IMDb (الإنجليزية)
- كاثرين هيلي على موقع قاعدة بيانات الفيلم (الإنجليزية)